# جانفرانکو لومباردی
جانفرانکو لومباردی (ایتالیایی: Gianfranco Lombardi؛ ۲۰ مارس ۱۹۴۱ – ۲۲ ژانویهٔ ۲۰۲۱) بازیکن بسکتبال اهل ایتالیا بود. وی در بازی‌های المپیک تابستانی ۱۹۶۰، ۱۹۶۴ و ۱۹۶۸ شرکت کرده‌است.